# Mirsad Fazlagić
Mirsad Fazlagić (Čapljina, 4 de abril de 1943) é um ex-futebolista profissional bosnáico, que atuava como defensor.

## Carreira
Mirsad Fazlagić fez parte do elenco da Seleção Iugoslava de Futebol da Eurocopa de 1968.  

## Títulos
- Eurocopa de 1968 - 2º Lugar